# Hourly-Forward-Curve
Die Hourly-Forward-Curve oder Hourly-Price-Forward-Curve (kurz HFC oder HPFC, „Stundenterminpreis-Kurve“) ist im Energiehandel eine mit mathematischen Methoden erstellte Prognose-Zeitreihe stündlicher zu erwartender Strompreise für einen zukünftigen Lieferzeitraum. Das heißt eine solche Preiskurve liefert für jede der 8760 Stunden eines zukünftigen Lieferjahres einen für diese Stunde zu erwartenden Strompreis.
Sie dient der Bepreisung von stündlichen Lastprofilen und ist damit Basis für die Bepreisung von Energielieferungen und die Bewertung von Kraftwerken. Sie wird in der Regel auf Basis von aktuellen Großhandelspreisen an der Strombörse European Energy Exchange (EEX) für Termin-Blockprodukte und historischen Preisen für Stundenprodukte erstellt.
Eine HPFC ist ein Forecast, weil die ausgewiesenen stündlichen Preise und die zugehörigen Stundenprodukte noch nicht am Markt gehandelt werden können. Aus diesem Grund werden auf die Abweichung eines Lastprofils von aktuell handelbaren Großhandels-Blockprodukten in der Regel Risikozuschläge erhoben.
HPFC-Kurven werden mindestens täglich auf Basis aktueller Großhandels-Terminpreise erstellt. Zahlreiche Anbieter stellen solche Preiskurven gegen Entgelt bereit.
Berechnung einer HPFC
Die Datengrundlage für eine HPFC Berechnung bilden die Preise aktuell handelbarer Terminprodukte einer Marktregion. Im deutschen Stromhandel sind dies Jahres-, Quartals- und Monatsprodukte. Nebst den Terminpreisen benötigt man auch die historischen, stündlichen Stromspotpreise, d. h. die effektiv realisierten, stündlichen Strompreise für eine spezifische Marktregion über eine Historie von in der Regel mindestens 2 Jahren.
Ein HPFC Algorithmus zerlegt also im Grunde genommen die täglich gehandelten, standardisierten Strompreisterminprodukte (bspw. ein Baseload Jahreskontrakt von 8760 Stunden à je 50 EUR/MWh)  für den gleichen Zeitraum in eine stündliche Auflösung mit dem gleichen Vertragswert (Arbitragefreiheit). 
Historische stündliche Strompreiszeitreihen enthalten Saisonalitäten: Der Strom ist im Stromhandel nachts billiger als tagsüber, am Wochenende billiger als während der Woche, die Solareinspeisung sägt jedoch genau in die Mittags-Lastspitze wieder ein kleines Loch und senkt genau um die Mittagszeit den Preis. Diese Saisonalitäten werden von zufälligen Ereignissen, wie zum Beispiel der stochastischen Windeinspeisung überlagert. Ziel der mathematischen Verfahren zur Erstellung einer HPFC ist es, die Saisonalitäten vom Zufall zu trennen, aus den historischen Spotpreisen herauszufiltern und so in die Zukunft fortzuschreiben, dass die resultierende HPFC-Zeitreihe zu aktuell handelbaren Terminprodukten arbitragefrei ist.
Der Zeitraum historischer Spotpreise, die für die Kalibration verwendet werden, kann unterschiedlich gewählt werden. Je stärker die Marktbedingungen sich ändern, umso weniger Aussagekraft haben weit in der Vergangenheit liegende Preisdaten. Manche HPFC-Modelle schreiben auch Trends aus den historischen Daten fort oder berücksichtigen neben den genannten Preisdaten auch Fundamentaldaten wie geplanten Leistungszubau bei Wind- und Solarenergie.